# Спасский район (Приморский край)
Спа́сский райо́н — административно-территориальная единица (район) и муниципальное образование (муниципальный район) в Приморском крае России.
Административный центр — город Спасск-Дальний (в состав района не входит).
Спасский район расположен в западной части Приморского края. На северо-западе муниципального образования проходит государственная граница Российской Федерации с Китаем. На западе граница муниципального образования проходит по водной акватории озера Ханка, ограниченной линией государственной границы РФ с КНР. На востоке и северо-востоке район граничит с Кировским и Яковлевским муниципальными районами, на юге — с Анучинским муниципальным округом и Черниговским муниципальным районом. Площадь территории — 4140 км?.

## Географическое положение
Территория Спасского района расположена в Раздольно-Приханкайской низменности Приморского края. Это равнина, сложенная озёрными отложениями оз. Ханка, расположенного в западной части района. Равнина к берегам озера переходит в плоскую недренированную древнеозёрскую котловину с многочисленными озёрами и болотами. Для Спасского района характерны небольшие речки: Спасовка, Гнилая, Белая. Особенность рельефа восточной части района — поднимающиеся над поверхностью горные цепи и одиночные горные вершины, покрытые лесами различного состава. Площадь, занятая под лесами — 186790 га, болотами — 74239 га.

## Геологическое строение
Горные породы представлены образованиями среднего и верхнего протерозоя, нижнего и среднего палеозоя и кайнозоя. Приханкайская низменность занимает тектонический овал оседания между мезозойскими складчатыми структурами Сихотэ-Алиня и Маньчжуро-Корейских гор.

## Рельеф
В геоморфологическом отношении территория Спасского района приурочена к переходной зоне от предгорья Сихотэ-Алиня (Синего хребта) к озеру Ханка. На общем полого-волнистом фоне бассейнов рек Спасовка и Кулешовка южным полуожерельем возвышаются сопки-останцы, высотой до 50-150 м. Центральная часть района расположена на озерной террасе. Рельеф района ощутил на себе воздействие человека — карьеры, отвалы, каналы, насыпи, дорожные выемки, плотины, автомобильные дороги. Всё это привело к изменению естественного рельефа. Низшая точка (67 м над ур. моря) находится на севере Спасского района, в месте впадения реки Белая в реку Сунгача. Высшая точка — гора Острая, высотой 1085 м. Она находится в хребте Синий на востоке района.

## Климат
Особенность климата — муссонный характер. Зимой район находится под влиянием азиатского антициклона, северные и северо-западные ветры которого приносят холодный воздух с материка и устанавливают морозную погоду (-14—15 °C). Летом область высокого давления устанавливается над океаном, влажные прохладные ветра дуют с моря, лето жаркое (+23—24 °C), с обильными осадками. Колебания среднегодовых температур воздуха от +3,60° до 3,90° С. Годовая сумма солнечной радиации — 115 ккал/кв.см. Продолжительность вегетационного периода равна 198—200 дням.

## Почвы
На территории Спасского района типы почв зависят от рельефа, преимущественно распространены бурые лесные, буро-подзолистые, лугово-бурые почвы. Для всех типов почв характерен недостаток фосфора и тяжелый механический состав почвообразующей породы.

## Флора и фауна
В Новосельском и бывшем колхозе Кронштадтка,  в Александровском сельском поселении (между селом Александровка и жд станцией Дроздов) есть озёра с лотосами.

## История
Первые переселенцы были зачислены на зеленоклинное водворение ещё в 1885 году. Весной 1886 года партия переселенцев плыла на пароходах добровольного флота «Санкт-Петербург», «Царица России», «Царь», «Владивосток», «Кострома» 44—49 суток из Одессы через Порт-Саид, Суэцкий канал, Коломбо, Сингапур, о. Формоза, Нагасаки во Владивосток. Помещались в трюмах. Пища, стоимость которой входила в цену билета за проезд, готовилась плохо, не было должного обеспечения питьём. Душно, влажно, тесно. Врачи обходы трюмов почти не проводили. Жалобы переселенцев повисали в воздухе. В этой партии прибыло из Одессы 1858 душ обоего пола. Во время морского перехода родилось — 9, умерло — 47.
Село Спасское основано 22 семействами весенней партии 1886 года на реке Сантахезе на 40-й версте севернее Черниговского участка. 14 дворов расположилось вдоль берега. «Место весьма удобно как по количеству так и по качеству пахотных земель и сенокосов, строевой кедровый лес в соседстве» — писал в 1887 году Федор Федорович Буссе, авторитетнейший и сведущий человек в делах переселения и водворения крестьян в Южно-Уссурийском крае. Несмотря на трудные условия первообзаведения, Спасское пополнялось прибывшим народом. Осенней партией 1886 года прибыло 17 семей, 89 душ, за 1887-й — 25 семей, 185 душ, 1888-й — 4 семьи, 23 души, 1889-й 6 семей, 32 души. За первые семь лет со дня образования в Спасском населилось 113 семей при 747 душах обоего пола.
Спасский район образован Постановлением Президиума ВЦИК от 4 января 1926 года; административный центр района — город Спасск (с августа 1929 года — Спасск-Дальний).
Указом Президиума Верховного Совета РСФСР от 1 февраля 1963 года вместо существующего района был образован Спасский сельский район. Указом Президиума Верховного Совета РСФСР от 12 января 1965 года Спасский сельскохозяйственный район преобразован в Спасский район.
В 1978 году в Спасском районе был создан фазанарий.
22 января 1998 года Управлением юстиции Приморского края зарегистрирован Устав муниципального образования Спасский район. После принятия в муниципальную собственность распоряжением Правительства № 240-р от 27 февраля 2003 года военного городка № 11 на территории района было расположено 39 населённых пунктов, в состав района входило 19 сельских администраций, где проживало 30,9 тыс. человек.

## Население
| 1910    | 1915    | 1923    | 1926    | 1928    | 1929    | 1930    | 1931    | 1933    | 1939    | 1959    |
| ------- | ------- | ------- | ------- | ------- | ------- | ------- | ------- | ------- | ------- | ------- |
| 15 289  | ↗24 964 | ↗28 835 | ↗41 160 | ↗44 800 | ↘33 511 | ↗51 200 | ↗53 000 | ↗56 400 | ↘50 353 | ↘22 609 |
| 1970    | 1979    | 1989    | 1992    | 2002    | 2003    | 2007    | 2008    | 2009    | 2010    | 2011    |
| ↗33 039 | ↘30 671 | ↗32 653 | ↗32 700 | ↘29 570 | ↘29 521 | ↗30 938 | ↘30 700 | ↗30 831 | ↘30 475 | ↘30 444 |
| 2012    | 2013    | 2014    | 2015    | 2016    | 2017    | 2018    | 2019    | 2020    | 2021    | 2022    |
| ↘29 702 | ↘29 362 | ↘28 943 | ↘28 446 | ↘28 199 | ↘27 967 | ↘27 798 | ↘27 468 | ↘27 282 | ↘20 630 | ↘20 613 |
| 2023    | 2024    |         |         |         |         |         |         |         |         |         |
| ↘20 204 | ↘19 870 |         |         |         |         |         |         |         |         |         |

Национальный состав района по данным переписи населения 1939 года: русские — 61,7% или 31 083 чел., украинцы — 35% или 17 600 чел.
Численность населения — 29 702 человек (2012).
Численность мужчин — 15 996; женщин — 14 479.
Всё население — 30 475 человек в возрасте:
моложе трудоспособного (человек) 5 014 (16,45 %);
трудоспособном 19 293 (63,31 %);
старше трудоспособного 6 168 (20,24 %).

Естественное движение Спасского района
| Год                  | 2009     | 2010     | 2011     | 2012     |
| -------------------- | -------- | -------- | -------- | -------- |
| Родилось             | ↗422     | ↘393     | ↗411     |          |
| Умерло               | ↘526     | ↗527     | ↘506     |          |
| Естественный прирост | ↗ −104   | ↘ −134   | ↗ −95    |          |
| Сальдо миграции      | ↗50      | ↘−76     | ↘−647    |          |
| Общий прирост        | ↘−54     | ↘−210    | ↘−742    |          |
| Общий прирост        | ↘ 30 708 | ↘ 30 654 | ↘ 30 444 | ↘ 29 702 |

## Муниципально-территориальное устройство
В Спасский муниципальный район входят 8 муниципальных образований со статусом сельских поселений
| № | Муниципальное образование          | Административный центр | Количество населённых пунктов | Население (чел.) | Площадь (км²) |
| - | ---------------------------------- | ---------------------- | ----------------------------- | ---------------- | ------------- |
| 1 | Александровское сельское поселение | село Александровка     | 2                             | 867              | 350,00        |
| 2 | Дубовское сельское поселение       | село Дубовское         | 2                             | 923              | 176,00        |
| 3 | Духовское сельское поселение       | село Духовское         | 4                             | 627              | 789,00        |
| 4 | Краснокутское сельское поселение   | село Красный Кут       | 3                             | 1773             | 232,00        |
| 5 | Прохорское сельское поселение      | село Прохоры           | 4                             | 1200             | 258,00        |
| 6 | Спасское сельское поселение        | село Спасское          | 9                             | 7542             | 597,00        |
| 7 | Хвалынское сельское поселение      | село Лётно-Хвалынское  | 11                            | 3985             | 1132,13       |
| 8 | Чкаловское сельское поселение      | село Чкаловское        | 5                             | 3713             | 674,98        |

## Населённые пункты
В Спасском районе 39 населённых пунктов (все — сельские, в том числе 34 села и 5 железнодорожных станций):
| №  | Населённый пункт | Тип          | Население | Муниципальное образование          |
| -- | ---------------- | ------------ | --------- | ---------------------------------- |
| 1  | Александровка    | село         | ↘1324     | Александровское сельское поселение |
| 2  | Анненка          | село         | ↘117      | Хвалынское сельское поселение      |
| 3  | Буссевка         | село         | ↘653      | Хвалынское сельское поселение      |
| 4  | Васильковка      | село         | ↘195      | Чкаловское сельское поселение      |
| 5  | Вишнёвка         | село         | ↘696      | Краснокутское сельское поселение   |
| 6  | Воскресенка      | село         | ↘593      | Спасское сельское поселение        |
| 7  | Гайворон         | село         | ↘415      | Спасское сельское поселение        |
| 8  | Дроздов          | ж.д. станция | ↘71       | Александровское сельское поселение |
| 9  | Дубовское        | село         | ↘1007     | Дубовское сельское поселение       |
| 10 | Духовское        | село         | ↘506      | Духовское сельское поселение       |
| 11 | Евсеевка         | село         | ↘161      | Краснокутское сельское поселение   |
| 12 | Зелёновка        | село         | ↘250      | Хвалынское сельское поселение      |
| 13 | Зеленодольское   | село         | ↘593      | Чкаловское сельское поселение      |
| 14 | Калиновка        | село         | ↗135      | Дубовское сельское поселение       |
| 15 | Кнорринг         | ж.д. станция | ↘304      | Прохорское сельское поселение      |
| 16 | Константиновка   | село         | ↘130      | Хвалынское сельское поселение      |
| 17 | Красный Кут      | село         | ↘1177     | Краснокутское сельское поселение   |
| 18 | Кронштадтка      | село         | ↘417      | Чкаловское сельское поселение      |
| 19 | Лебединое        | село         | ↘82       | Спасское сельское поселение        |
| 20 | Лётно-Хвалынское | село         | ↘1906     | Хвалынское сельское поселение      |
| 21 | Луговое          | село         | ↘78       | Спасское сельское поселение        |
| 22 | Малые Ключи      | село         | ↘204      | Прохорское сельское поселение      |
| 23 | Нахимовка        | село         | ↘180      | Хвалынское сельское поселение      |
| 24 | Никитовка        | село         | ↘10       | Духовское сельское поселение       |
| 25 | Новинка          | село         | ↘239      | Прохорское сельское поселение      |
| 26 | Нововладимировка | село         | ↘352      | Хвалынское сельское поселение      |
| 27 | Новорусановка    | село         | ↘371      | Духовское сельское поселение       |
| 28 | Новосельское     | село         | ↘1078     | Спасское сельское поселение        |
| 29 | Прохоры          | село         | ↘1061     | Прохорское сельское поселение      |
| 30 | Свиягино         | ж.д. станция | ↘1263     | Чкаловское сельское поселение      |
| 31 | Славинка         | село         | ↗503      | Хвалынское сельское поселение      |
| 32 | Сосновка         | село         | ↘193      | Спасское сельское поселение        |
| 33 | Спасское         | село         | ↘4418     | Спасское сельское поселение        |
| 34 | Старый Ключ      | ж.д. станция | ↘1234     | Спасское сельское поселение        |
| 35 | Степное          | село         | ↘476      | Спасское сельское поселение        |
| 36 | Сунгач           | ж.д. станция | ↘279      | Духовское сельское поселение       |
| 37 | Татьяновка       | село         | ↘242      | Хвалынское сельское поселение      |
| 38 | Хвалынка         | село         | ↘774      | Хвалынское сельское поселение      |
| 39 | Чкаловское       | село         | ↘2032     | Чкаловское сельское поселение      |

Упразднённые населённые пункты
- 1970 — село Белая Церковь
- 2024 — железнодорожная станция Адарка.

## Экономика
Равнинный рельеф местности, удовлетворительный по плодородию почв, тёплый климат позволяют развивать сельскохозяйственное производство. Здесь культивируют зерновые, бобовые, сою, кукурузу, овощи, бахчевые, картофель, кормовые культуры и рис.